# Eparchia di Luc'k e Ostrog

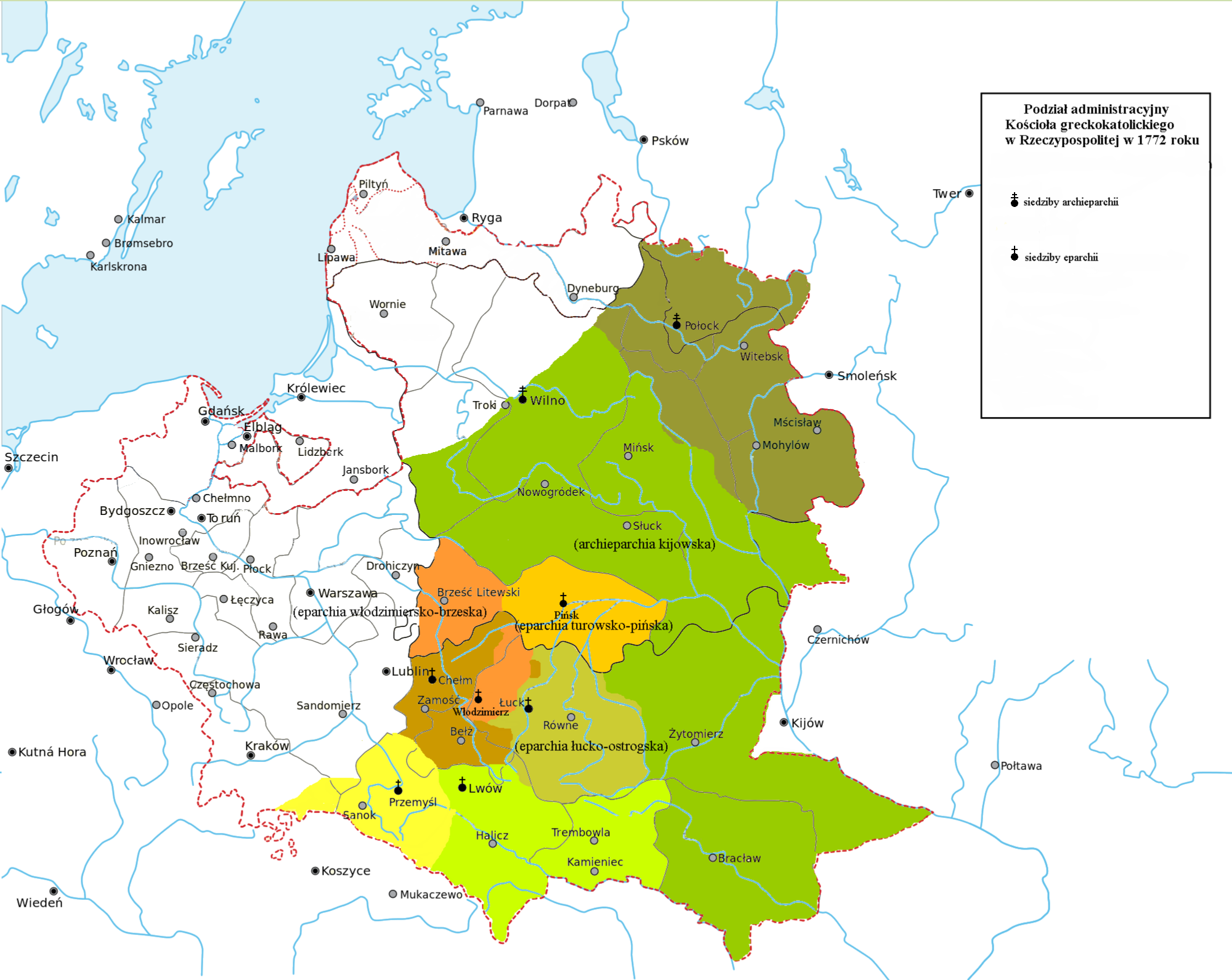
Mappa delle eparchie greco-cattoliche della Confederazione polacco-lituana nel 1772; al centro l'eparchia di Luc'k e Ostrog.

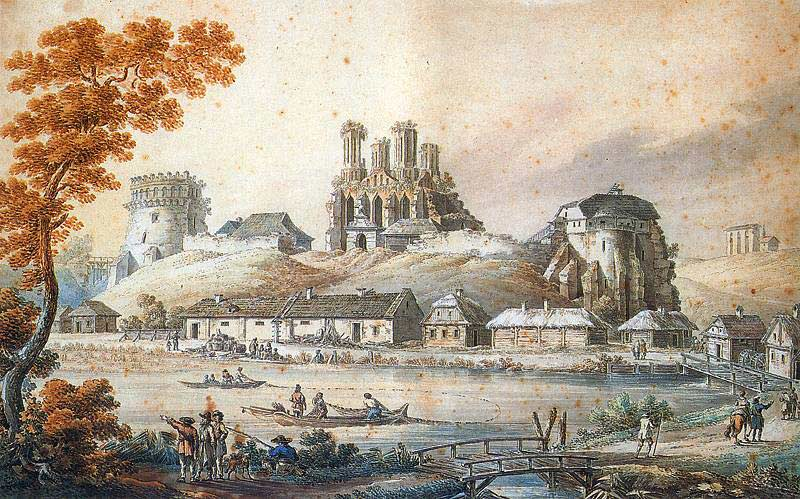
Stampa della prima metà dell'Ottocento che raffigura i resti del castello e della cattedrale di Ostroh.

L'eparchia di Luc'k e Ostrog (in latino: Eparchia Luceoriensis et Ostrogiensis Ruthenorum) è stata una sede della Chiesa cattolica di rito bizantino.

## Territorio
L'eparchia comprendeva parte della regione della Volinia.
Sede eparchiale era Luc'k dove si trovava la cattedrale della Protezione della Madre di Dio, mentre a Ostroh (Ostrog) sorgeva una concattedrale dedicata all'Epifania.

## Storia
Il 2 maggio 1594, negli anni immediatamente precedenti all'Unione di Brest del 1596, l'eparca di Luc'k e Ostrog Cyryl Terlecki aderì alla comunione con Roma. Fece professione di fede cattolica a Roma il 23 dicembre 1595, alla presenza di papa Clemente VIII.
Gli succedette sulla cattedra di Luc'k e Ostrog Eustachy Maliński, nominato dal re di Polonia ai primi di giugno del 1607. Ci furono tuttavia delle difficoltà per la sua consacrazione episcopale, poiché aveva per tre volte contratto matrimonio; nel mese di marzo 1609 il re ingiunse al metropolita di Kiev di consacrarlo vescovo. Morì tra ottobre 1620 e maggio 1621.
Alla morte di Jeremiasz Poczapowski, avvenuta tra marzo e novembre 1637, l'eparchia di Luc'k e Ostrog rimase vacante per diversi decenni. Fu amministrata dapprima da Nykyfor Losovskyj (1637-1651), poi dall'eparca di Przemyśl Prokop Chmielowski (1651-1664), ed infine dai metropoliti di Polack. Oltre un centinaio di parrocchie rimasero unite a Roma quando, con un decreto del re Ladislao IV di Polonia, l'eparchia fu riconsegnata alla Chiesa ortodossa.
All'inizio del XVIII secolo fu ristabilita l'eparchia uniate. Infatti il 4 agosto 1702 il metropolita di Kiev Lev Slubyč-Zalensky annunciò a papa Clemente XI l'adesione del vescovo Dionizy Żabokrzycki alla Chiesa cattolica. Durante la Grande guerra del Nord (1700-1721) il territorio di Luc'k fu occupato dall'esercito russo; il vescovo Dionizy Żabokrzycki venne fatto prigioniero e condotto in Siberia, dove morì nel 1711.
L'ultimo vescovo in comunione con la Chiesa cattolica fu Jan Krassowski, deceduto il 23 agosto 1827. In seguito non furono più nominati vescovi per questa diocesi. Infatti, tramite l'ukaz del 22 aprile 1828,  lo zar Nicola I di Russia ordinò la soppressione dell'eparchia di Luc'k e Ostrog e l'annessione dei suoi territori a quelli dell'arcieparchia di Polack.
Il sinodo della Chiesa greco-cattolica "rutena" celebrato a Polack nel febbraio 1839 annullò ex auctoritate l'unione di Brest del 1596 chiedendo di far parte della Chiesa ortodossa russa, sopprimendo de facto tutte le eparchie cattoliche dell'impero russo. Questa decisione fu approvata dallo zar Nicola I il 25 marzo 1839. Questo atto determinò la fine della presenza greco-cattolica nell'impero russo e il passaggio forzato dei suoi fedeli alla chiesa ortodossa.
Gli eparchi di Luc'k e Ostrog usavano il titolo di esarchi della metropolia di tutta la Russia.
Dal 15 gennaio 2008 Luc'k è sede di un esarcato arcivescovile della Chiesa greco-cattolica ucraina.

## Cronotassi dei vescovi
- Cyryl Terlecki † (2 maggio 1594 - tra maggio e giugno 1607[2] deceduto)
- Eustachy Maliński † (tra maggio e giugno 1607 - 1620/1621 deceduto)
- Jeremiasz Poczapowski † (1620/1621 - tra marzo e novembre 1637 deceduto)
  - Sede vacante (1637-1702)
- Dionizy Żabokrzycki † (1702 - 1711 deceduto)
  - Josyf Levyckyj † (1711 - circa agosto 1713 dimesso) (amministratore)
- Józef Vyhovskyj † (circa agosto 1713 - 1730 deceduto)
- Teodozy Rudnicki-Lubieniecki † (1730 - 1750 deceduto)
- Stefan Sylwester Rudnicki-Lubieniecki † (8 maggio 1750 - 7 maggio 1777 deceduto)
- Cyprian Stecki † (maggio/giugno 1777 - 5 gennaio 1787 deceduto)
- Michał Mateusz Konstanty Stadnicki † (5 gennaio 1787 succeduto - 26 giugno 1797 deceduto)
- Stefan Lewiński † (26 giugno 1797 succeduto - dopo il 3 giugno 1807 deceduto)
- Grzegorz Kochanowicz (Hryhory Kochanoviyč) † (1807 - 1814 deceduto)[11]
- Jakub Martusiewicz † (1817 confermato[12] - novembre/dicembre[13] 1826 nominato arcieparca di Polack)
- Jan Krassowski † (novembre/dicembre[13] 1826 - 23 agosto 1827 deceduto)